# Gaëtan Laborde
Pour les articles homonymes, voir Laborde.
Gaétan Laborde, né le 3 mai 1994 à Mont-de-Marsan, est un footballeur français évoluant au poste d'avant centre ou d'ailier à Al-Diriyah Club (en).

## Biographie

### Jeunesse
Gaëtan Laborde voit le jour à Mont-de-Marsan, dans les Landes, le 3 mai 1994. En 2000, alors âgé de six ans, il rejoint le Stade montois, club de sa ville natale. Il y est formé pendant huit ans avant de rejoindre en 2008 le grand club de l'Aquitaine, les Girondins de Bordeaux.
Repéré lors du grand tournoi du Pouy, il signe l’année d’après à Bordeaux. Il y finit sa formation jusqu'en 2011.

### Carrière professionnelle

#### Girondins de Bordeaux (2011-2018)

##### Débuts avec la réserve (2011-2013)
En 2011, une nouvelle étape dans la carrière de Laborde débute. Il rejoint l'équipe réserve des Girondins de Bordeaux. Malgré des débuts nuancés et assez décevants, il conclut un bon exercice 2012-2013 avec sept buts à son compteur en CFA. Le 31 mai 2013, il joue avec les Girondins de Bordeaux la finale de Coupe Gambardella contre Sedan, il marquera l'unique but de la rencontre (1-0) et permet à son équipe de gagner la coupe. Ses bonnes prestations lui valent d'être lancé par Bordeaux dans le bain professionnel.

#### Série de prêts (2013-2016)

##### Prêt encourageant au Red Star (2013-2014)
Laborde est tout d'abord prêté au Red Star pour la saison 2013-2014. Le club évolue alors en National. Le jeune attaquant ne tarde pas à prendre ses marques au club rouge. Son agilité devant le but est clairement révélée, finissant avec quatorze buts,.

##### Saison en demi-teinte avec Brest puis éclosion avec Clermont (2014-2016)
Il est de nouveau prêté pour la saison 2014-2015, en juillet 2014, cette fois au Stade brestois. Là, il éprouve des difficultés à se faire une place de titulaire indiscutable de l'attaque. Le club breton ne l'utilise pas souvent et ses statistiques s'en ressentent. Néanmoins, Laborde marque deux buts et délivre deux passes décisives en championnat.
Au début de la saison 2015-2016, Laborde est de retour à Bordeaux. Il revient en équipe B où il prend part à dix rencontres pour un but. En décembre 2015, il s'illustre en Ligue Europa en marquant contre le Rubin Kazan. Trois jours plus tard, Laborde fait ses débuts en Ligue 1 contre Angers où il remplace Diego Rolan en fin de match. Pourtant, le club le prête pour la troisième fois.
En janvier 2016, Laborde arrive alors en Auvergne, au Clermont Foot,. Malgré la présence en attaque de Famara Diedhiou, il parvient à se montrer décisif à chacune de ses apparitions. Lors de la 32e journée, le buteur réalise un doublé contre Créteil. Ainsi, son bilan est positif, ayant fait trembler les filets huit fois en dix-huit rencontres de Ligue 2. Cette fin de saison l'a révélé aux yeux du public et de nombreuses équipes se penchent sur l'attaquant bordelais. Laborde, sachant les médias sur lui, explique : « Je reste concentré sur ma fin de saison. Je veux faire gonfler mes statistiques, faire gagner l’équipe et pourquoi pas l’aider à monter. Je ne me fixe pas d’objectif. On verra ce qu’il se passe ».

##### Retour à Bordeaux (2016-2018)
De retour dans son club formateur et après une belle préparation, il trouve le chemin des filets lors de la première journée de Ligue 1 face à Saint-Etienne. Un but de la tête après un coup franc de Thomas Touré.

#### Montpellier (2018-2021)
Il signe au Montpellier HSC le 16 août 2018. Le montant du transfert est estimé à 4,5 millions d'euros.

#### Rennes (2021-2022)
Après trois ans à Montpellier HSC, il s'engage avec le Stade rennais FC pour une durée de quatre ans contre 15 M€.
Le 16 septembre, il marque son premier but avec le club rennais face aux anglais de Tottenham pour le premier match des phases de groupes de la Ligue Europa Conférence.
À la suite de ses bonnes performances, il est désigné joueur du mois de novembre 2021.

#### Nice (depuis 2022)
Après une saison au Stade rennais FC, il rejoint le 1er septembre 2022 l'OGC Nice pour quatre ans contre 13 M€ dans le cadre d'un échange avec Amine Gouiri qui fait le chemin inverse.
Il retrouve ainsi son ancien coéquipier Andy Delort avec qui il avait évolué au Montpellier HSC.

## Statistiques
| Saison                | Club                     | Championnat           | Championnat | Championnat | Championnat | Coupe(s) nationale(s) | Coupe(s) nationale(s) | Coupe(s) nationale(s) | Compétition(s) continentale(s) | Compétition(s) continentale(s) | Compétition(s) continentale(s) | Compétition(s) continentale(s) | Total | Total | Total |
| Saison                | Club                     | Division              | M.          | B.          | P.d.        | M.                    | B.                    | P.d.                  | Comp.                          | M.                             | B.                             | P.d.                           | M.    | B.    | P.d.  |
| 2015-2016             | Girondins de Bordeaux    | Ligue 1               | 1           | 0           | 0           | 1                     | 0                     | 0                     | C3                             | 1                              | 1                              | 0                              | 3     | 1     | 0     |
| 2016-2017             | Girondins de Bordeaux    | Ligue 1               | 36          | 6           | 5           | 6                     | 7                     | 0                     | -                              | -                              | -                              | -                              | 42    | 13    | 5     |
| 2017-2018             | Girondins de Bordeaux    | Ligue 1               | 20          | 3           | 0           | -                     | -                     | -                     | C3                             | 2                              | 0                              | 0                              | 22    | 3     | 0     |
| 2018-2019             | Girondins de Bordeaux    | Ligue 1               | 1           | 0           | 0           | -                     | -                     | -                     | C3                             | 3                              | 2                              | 0                              | 4     | 2     | 0     |
| Sous-total            | Sous-total               | Sous-total            | 58          | 9           | 5           | 7                     | 7                     | 0                     | -                              | 6                              | 3                              | 0                              | 71    | 19    | 5     |
| 2013-2014             | Red Star (prêt)          | National              | 24          | 14          | 0           | -                     | -                     | -                     | -                              | -                              | -                              | -                              | 24    | 14    | 0     |
| 2014-2015             | Stade brestois 29 (prêt) | Ligue 2               | 26          | 2           | 2           | 5                     | 2                     | 0                     | -                              | -                              | -                              | -                              | 31    | 4     | 2     |
| 2015-2016             | Clermont Foot 63 (prêt)  | Ligue 2               | 18          | 8           | 0           | -                     | -                     | -                     | -                              | -                              | -                              | -                              | 18    | 8     | 0     |
| 2018-2019             | Montpellier HSC          | Ligue 1               | 36          | 11          | 5           | 2                     | 0                     | 0                     | -                              | -                              | -                              | -                              | 38    | 11    | 5     |
| 2019-2020             | Montpellier HSC          | Ligue 1               | 28          | 6           | 5           | 5                     | 1                     | 1                     | -                              | -                              | -                              | -                              | 33    | 7     | 6     |
| 2020-2021             | Montpellier HSC          | Ligue 1               | 38          | 16          | 8           | 5                     | 2                     | 1                     | -                              | -                              | -                              | -                              | 43    | 18    | 9     |
| 2021-2022             | Montpellier HSC          | Ligue 1               | 4           | 3           | 0           | -                     | -                     | -                     | -                              | -                              | -                              | -                              | 4     | 3     | 0     |
| Sous-total            | Sous-total               | Sous-total            | 106         | 36          | 18          | 12                    | 3                     | 2                     | -                              | -                              | -                              | -                              | 118   | 39    | 20    |
| 2021-2022             | Stade rennais FC         | Ligue 1               | 34          | 12          | 8           | 2                     | 0                     | 0                     | C4                             | 7                              | 5                              | 0                              | 43    | 17    | 8     |
| 2022-2023             | Stade rennais FC         | Ligue 1               | 4           | 2           | 0           | 0                     | 0                     | 0                     | C3                             | -                              | -                              | -                              | 4     | 2     | 0     |
| Sous-total            | Sous-total               | Sous-total            | 38          | 14          | 8           | 2                     | 0                     | 0                     | -                              | 7                              | 5                              | 0                              | 47    | 19    | 8     |
| 2022-2023             | OGC Nice                 | Ligue 1               | 33          | 13          | 3           | 1                     | 0                     | 0                     | C4                             | 10                             | 3                              | 1                              | 44    | 16    | 4     |
| 2023-2024             | OGC Nice                 | Ligue 1               | 34          | 5           | 2           | 4                     | 1                     | 0                     | -                              | -                              | -                              | -                              | 38    | 6     | 2     |
| 2024-2025             | OGC Nice                 | Ligue 1               | 28          | 11          | 5           | 3                     | 0                     | 0                     | C3                             | 5                              | 0                              | 1                              | 36    | 11    | 6     |
| Sous-total            | Sous-total               | Sous-total            | 95          | 29          | 10          | 8                     | 1                     | 0                     | -                              | 15                             | 3                              | 2                              | 118   | 33    | 12    |
| Total sur la carrière | Total sur la carrière    | Total sur la carrière | 365         | 112         | 52          | 34                    | 13                    | 3                     | -                              | 28                             | 11                             | 2                              | 427   | 136   | 57    |

## Palmarès

### En club
- Girondins de Bordeaux
  - Coupe Gambardella : 2013[2]

### Distinctions personnelles
- Trophée du joueur du mois UNFP de Ligue 1 en novembre 2021[17].

- joueur pailladin de l'année au MHSC pour la saison 2020/2021